# Meigenia cylindrica
Meigenia cylindrica är en tvåvingeart som beskrevs av Robineau-desvoidy 1830. Meigenia cylindrica ingår i släktet Meigenia och familjen parasitflugor.
Artens utbredningsområde är Frankrike. Inga underarter finns listade i Catalogue of Life.